# Decathlon
Decathlon er en fransk sportskæde med over 1.751 forretninger i 69 lande. Deres årsomsætning er på 15 mia. euro, og de har 105.000 ansatte. Decathlon er kendetegnet med forretninger med et betydeligt vareudvalg og varehuse på i gennemsnit 4.000 m2. Koncernen er kendetegnet ved også at have sine egne brands, i alt 20 stk.
Decathlon blev etableret af Michel Leclercq i 1976, samme år åbnede de den første forretning i Lille, Frankrig.